# جون هالز
جون هالز (بالإنجليزية: John Halls)‏، من مواليد 14 فبراير 1982 في لندن في إنجلترا، لاعب كرة قدم إنجليزي.
بدأ مسيرته الكروية مع نادي آرسنال في عام 2000، ولعب معهم حتى عام 2003، وفي عام 2002 أعير إلى نادي كولشيستر يونايتد، ولعب معهم 6 مباريات، وفي موسم 2002/2003 أعير إلى نادي بيفيرن البلجيكي، ولعب معهم 6 مباريات، وفي عام 2003 أعير إلى نادي ستوك سيتي، ولعب معهم 8 مباريات، وفي عام 2003 انتقل إلى نادي ستوك سيتي، ولعب معهم حتى عام 2006، وشارك معهم في 61 مباراة وسجل هدفين، ومنذ عام 2006 وهو يلعب مع نادي ريدينغ.

## روابط خارجية
- جون هالز على موقع قاعدة بيانات كرة القدم.إي يو (الإنجليزية)
- جون هالز على موقع Soccerbase.com (لاعب) (الإنجليزية)
- جون هالز على موقع عالم كرة القدم.نت (الإنجليزية)
- جون هالز على موقع كووورة